# Morea

Mapa del Peloponès medieval amb les seves principals localitats

La Morea (en grec, Μωριάς) va ser el nom de la península del Peloponès al sud de Grècia durant l'edat mitjana i el període modern primerenc. El nom l'emprava la província romana d'Orient coneguda com el Despotat de Morea, l'Imperi Otomà com la Morea otomana, i la República de Venècia pel breu Regne de Morea.

## Orígens del nom
Existeix certa incertesa sobre l'origen del nom medieval "Morea", que es va registrar per primera vegada en el segle x en les cròniques romanes d'Orient.
Tradicionalment, els erudits pensaven que el nom derivava de la paraula morea (μορέα), que significa 'morus' o 'morera', un arbre que, tot i que es coneixia a la regió des de l'antiguitat, guanyà valor després del segle vi, quan els cucs de seda, que s'alimentaven de morera, van arribar fins allí de contraban des de la Xina a l'Imperi Romà d'Orient.
El bizantinista britànic Steven Runciman va suggerir que el nom prové de la similitud de la seva forma a la d'una fulla de mora".

## Història

La Morea cap a 1265 en l'àmbit internacional: l'Imperi Romà d'Orient i els estats francs de Grècia. Mapa de lAtles històric de William R. Shepherd (1911)

Després de la conquesta de Constantinoble pels exèrcits de la Quarta croada (1204), dos grups de francs van emprendre l'ocupació de Morea. Crearen el Principat d'Acaia, un estat majorment habitat per grecs, governat per un autòcrata llatí (europeu occidental). Aquests van seguir la pràctica local per a referir-se al Peloponès i el van denominar «Morea».
El príncep més important de Morea fou Guillem II d'Acaia, que va fortificar Mistràs, localitat pròxima a Esparta, el 1249. Després de perdre la batalla de Pelagònia (1259) contra l'emperador romà d'Orient Miquel VIII Paleòleg, Guillem es veié obligat a autorescatar-se i renuncià a la major part de la zona oriental de Morea i les seves fortaleses recentment construïdes. Un impuls romà d'Orient inicial per a reconquerir tota la península fallà en les batalles de Prinitza i Macriplagi, i els romans d'Orient i els francs s'hi van assentar en una incòmoda convivència.
El 1315, l'infant Ferran de Mallorca, casat amb Isabel de Sabran, la qual reclamava els drets sobre el principat per herència de la seva mare Margarida, s'instal·là a Clarença. Aquella cort, hereva de la nissaga dels comtes-reis catalans, sucumbí el 5 de juliol del 1316 amb la derrota i mort de Ferran en la batalla de Manolada contra Lluís de Borgonya, marit de Matilda d'Hainaut, cosina d'Isabel de Sabran, i que reclamava la senyoria del principat.
A mitjan segle xiv, el posterior emperador romà d'Orient Joan VI Cantacuzè reorganitzà Morea en el Despotat de Morea. Se solien enviar a governar la província fills de l'emperador com un apanatge, que tenien el títol de «dèspota». El 1430, els romans d'Orient finalment van recuperar la resta de la part franca de Morea, però el 1460 la península fou gairebé completament envaïda i conquistada per l'Imperi Otomà. El juliol de 1461 es va prendre l'última resistència, el castell de Salmeniko.
La península fou conquistada per a la República de Venècia per Francesc Morosini durant la Guerra de Morea de 1684-99. El domini venecià resultà impopular, i els otomans van tornar a apoderar-se de la regió en una campanya llampec el 1714. Sota el domini otomà renovat, que governada la zona des de Trípoli, la regió gaudí d'una relativa prosperitat. El final del segle xviii va estar marcat per una nova insatisfacció de la població. Van sorgir les bandes armades dels kleftes, malgrat la brutal repressió governamental de la revolta d'Orlov. Van fer una guerra de guerrilles contra els turcs, afavorits tant per la decadència del poder otomà com pel sorgiment de la consciència nacional grega. En última instància, la Morea i els seus habitants van ser el bressol i la columna vertebral de la Revolució grega.

## Crònica de Morea
L'anònima Crònica de Morea del segle xiv relata els esdeveniments de l'establiment del feudalisme dels francs a la Grècia continental després de la Quarta Croada. Malgrat la seva poca fiabilitat sobre els esdeveniments històrics, la Chronicle és famosa pel seu animat retrat de la vida en la comunitat feudal. L'idioma en les versions gregues és notable, ja que reflecteix la ràpida transició del grec clàssic al grec modern. L'idioma original de la Crònica està en disputa, però els estudis recents prefereixen la versió grega en MS Havniensis 57 (segles XIV – XV, a Copenhaguen). Altres manuscrits inclouen la Parisinus graecus 2898 (segles XV – XVI, a la Biblioteca Nacional de França, París). La diferència al voltant d'un segle dels textos mostra un nombre considerable de diferències lingüístiques a causa de la ràpida evolució de la llengua grega.